# Vocal oberta posterior arrodonida
La vocal posterior arrodonida és un fonema que es representa a l'AFI amb el símbol [ɒ] (una lletra grega alfa del revés).
Apareix a llengües com el persa o l'hongarès i està present com a variant dialectal en altres idiomes, com l'anglès.
| Llengua     | Exemple                  | Pronunciació   |
| Anglès (RP) | "hot" (calent)           | [ˈhɒt]         |
| Hongarès    | "Magyarország" (Hongria) | [ˈmɒɟɒrorsaːɡ] |

## Característiques
- És una vocal perquè no hi ha mai una interrupció del pas de l'aire
- És una vocal posterior perquè la llengua tira cap enrere per articular el so
- És un so obert, perquè la boca s'obre al màxim per deixar passar l'aire
- És arrodonida perquè els llavis formen un cercle en emetre-la
- És un so oral perquè no surt aire pel nas

## En català
En català aquest so pot aparèixer com a al·lòfon de la o oberta en molts dialectes, però habitualment es continua transcrivint amb el símbol /ɔ/, si és necessari amb una marca d'obertura [ɔ̞].